# Mesaspis moreletii
Mesaspis moreletii är en ödleart som beskrevs av  Bocourt 1871. Mesaspis moreletii ingår i släktet Mesaspis och familjen kopparödlor. IUCN kategoriserar arten globalt som livskraftig.

## Underarter
Arten delas in i följande underarter:
- M. m. moreletii
- M. m. fulvus
- M. m. rafaeli
- M. m. salvadorensis
- M. m. temporalis